# Hypospila tamsi
Hypospila tamsi är en fjärilsart som beskrevs av Pierre E.L. Viette 1951. Hypospila tamsi ingår i släktet Hypospila och familjen nattflyn. Inga underarter finns listade i Catalogue of Life.